# Maksym Kwittschenko
Maksym Walerijowytsch Kwittschenko (ukrainisch Максим Валерійович Квітченко; * 13. März 1990 in Kiew, Ukrainische SSR, Sowjetunion) ist ein ehemaliger ukrainischer Eishockeyspieler, zuletzt bis 2016 bei Toros Neftekamsk in der Wysschaja Hockey-Liga spielte.

## Karriere
Kwittschenko stammt aus der Jugendabteilung des HK Sokil Kiew. 2007 wechselte er zu Chimik Woskressensk. Dort wurde er zeitweise in der zweiten Herrenmannschaft eingesetzt, spielte überwiegend jedoch im Juniorenteam in der Molodjoschnaja Chokkeinaja Liga, wo er in seinem letzten Jahr für das All-Star-Game nominiert wurde. Nach fünf Jahren in Russland, kehrte er 2012 in die Ukraine zurück und spielt seither für den HK Donbass Donezk sowohl in der Kontinentalen Hockey-Liga als auch in der einheimischen Professionellen Hockey-Liga, die er mit der zweiten Mannschaft von Donbass 2013 gewinnen konnte. Im selben Jahr gewann er mit seiner Mannschaft auch den IIHF Continental Cup. 2014 belegte er mit seiner Mannschaft im selben Wettbewerb den zweiten Platz hinter den Stavanger Oilers. Anschließend wechselte er in die russische Wysschaja Hockey-Liga, wo er zunächst für Juschny Ural Orsk spielte, aber noch während der laufenden Saison zum Ligakonkurrenten HK Rjasan wechselte, mit dem er den sechsten Platz in der Hauptrunde erreichte. Auch die Folgespielzeit begann er dort, wechselte dann aber im Oktober 2015 nach Baschkortostan zu Toros Neftekamsk, dem amtierenden Meister der Wysschaja Hockey Liga, wo er am Saisonende seine Karriere beendete.

### International
Kwittschenko vertrat sein Heimatland im Juniorenbereich bei den Division-I-Turnieren der U18-Weltmeisterschaften 2007 und 2008 sowie der U20-Weltmeisterschaften 2008, 2009 und 2010. Im Seniorenbereich lief er für die ukrainische Eishockeynationalmannschaft erstmals im November 2012 und im Februar 2013 bei den Qualifikationsturnieren für die Olympischen Winterspiele in Sotschi auf. Im April 2013 stand er dann auch bei der Weltmeisterschaft 2013 auf dem Eis und stieg mit der ukrainischen Mannschaft beim Turnier im heimischen Donezk von der Gruppe B in die Gruppe A der Division I auf, wo er die Ukraine bei der Weltmeisterschaft 2014 vertrat.

## Erfolge und Auszeichnungen
- 2012 All-Star-Game der Molodjoschnaja Chokkeinaja Liga
- 2013 Aufstieg in die Division I, Gruppe A, bei der Weltmeisterschaft der Division I, Gruppe B
- 2013 Ukrainischer Meister mit dem HK Donbass Donezk
- 2013 Gewinn des IIHF Continental Cup mit dem HK Donbass Donezk

## Statistik
(Stand: Ende der Spielzeit 2015/16)